# فلوئورید نقره (I)
نقره فلوئورید (I) (به انگلیسی: Silver(I) fluoride) با فرمول شیمیایی AgF یک ترکیب شیمیایی با شناسه پاب‌کم ۶۲۶۵۶ است. که جرم مولی آن 126.866 g/mol می‌باشد. شکل ظاهری این ترکیب، زرد-جامد قهوه‌ای است.